# Jeeves
Reginald Jeeves, beaucoup plus connu sous le nom de Jeeves, est un personnage de fiction qui intervient régulièrement dans les romans de P. G. Wodehouse.
Jeeves n'est pas un majordome, c'est un valet de chambre, ce que les Britanniques nomment plaisamment le « gentleman personnel du gentleman ». Dans la plus grande partie des œuvres où il est présent, Jeeves est au service de Bertram Wooster, plus connu sous le diminutif de Bertie. La plus grande partie de l'intrigue de ces œuvres repose sur le schéma suivant :
- Bertie ou l'un de ses amis se trouve dans une situation impossiblement compliquée
- Bertie, en tentant lui-même de s'en sortir, aggrave encore les choses
- après moult péripéties, Jeeves résout le problème, généralement en humiliant légèrement Bertie au passage.

Il apparaît pour la première fois dans une nouvelle, Extricating Young Gussie (1917). Il figure également dans le dernier roman de Wodehouse, Aunts Aren't Gentlemen (Pas de pitié pour les neveux, 1974). Wodehouse affirme avoir créé Jeeves sur le patron d'un butler réel, qui serait venu à son secours, comme Jeeves le fait pour Bertie dans ses romans.
Le narrateur, Bertie Wooster, est un égocentrique qui ne sait à peu près rien sur la vie privée de Jeeves. Le lecteur apprend que ce dernier a été éduqué de manière privée, que son prénom est Reginald, et qu'il part tous les étés pêcher la crevette sur le littoral anglais. Doué d'une grande culture, il cite fréquemment les classiques, particulièrement Shakespeare (qu'il appelle simplement « le Poète »), mais aussi les romantiques comme Coleridge, Lord Byron ou Keats. Son délassement favori est la lecture de Spinoza. On sait qu'il n'aime pas Nietzsche. Les plans grâce auxquels il tire Bertie ou ses amis d'affaires sont, de son propre aveu, fondés sur « la psychologie de l'individu », et il attribue son agilité mentale à la consommation de poisson, riche en phosphore. Il est membre du club Junior Ganymede.
Un des ressorts comiques des romans s'articule sur les conflits qui opposent régulièrement Jeeves, aux goûts conservateurs, et Bertie Wooster à propos des tenues vestimentaires flamboyantes que préfère ce dernier.
Dès 1936, les personnages de Jeeves et Bertie sont respectivement interprétés au cinéma par Arthur Treacher et David Niven dans Les Aventures de Jeeves, valet de chambre (Thank You, Jeeves!), un film américain réalisé par Arthur Greville Collins. Arthur Treacher reprend le même rôle l'année suivante dans Step Lively, Jeeves!, réalisé par Eugene Forde.
Les personnages de Jeeves et de Bertie ont été également incarnés dans des séries télévisées :
- dans les années 1960, Jeeves est incarné par Dennis Price
- dans les années 1970, il est incarné par Michael Hordern
- dans les années 1990,dans Jeeves and Wooster il est incarné par Stephen Fry

En 1975, Andrew Lloyd Webber et Alan Ayckbourn signe By Jeeves, une comédie musicale basée sur le cycle romanesque de P. G. Wodehouse. Cette production est considérée comme le seul échec cinglant de Lloyd Webber. Une nouvelle version entièrement réécrite, et qui connaît un meilleur sort, prend l'affiche en 1996.
Jeeves est un personnage très populaire dans le monde anglo-saxon. Il est à l'origine du nom d'un moteur de recherche, Ask Jeeves.

## Titres de la sérieJeeves
- Mon valet de chambre (My Man Jeeves) (1919)
- L'Inimitable Jeeves (The Inimitable Jeeves) (1923)
- Allez-y Jeeves (Carry on, Jeeves) (1925)
- Very Good Jeeves (Very Good, Jeeves) (1930)
- Ça va, Jeeves ? (Right Ho, Jeeves) (1934)
- Merci, Jeeves (Thank You, Jeeves) (1934)
- Bonjour, Jeeves (The Code of the Woosters) (1938)
- Jeeves, au secours ! (Joy in the Morning) (1946)
- Jeeves et la Saison des amours (The Mating Season) (1949)
- Sonnez donc Jeeves ! (Ring for Jeeves) (1953)
- Toujours prêt, Jeeves ? (Jeeves and the Feudal Spirit) (1954)
- Jeeves dans la coulisse (Jeeves in the Offing) (1960)
- Gardez le sourire, Jeeves ! (Stiff Upper Lip, Jeeves) (1963)
- Jeeves fait campagne (Much Obliged, Jeeves) (1971)
- Pas de pitié pour les neveux (Aunts Aren't Gentlemen) (1974)